# John Martinus
John Martinus, född 27 juli 1939 i Köpenhamn, död 17 augusti 2016 i Kongens Lyngby, var en dansk skådespelare. Martinus är bland annat känd för rollen som Holger Jørgensen i Matador.

## Filmografi i urval
- Utan en tråd (1968)
- Rektorn på sängkanten (1972)
- En by i provinsen (1977–1980)
- Olsen-banden går i krig (1978)
- Matador (1978–1981)
- Een stor familie (1983)
- Mord i Paradis (1988)
- Idioterna (1998)
- Bänken (2000)
- Dancer in the Dark (2000)
- Krönikan (2004)
- Dråpet (2005)
- Bron (2011)
- A Royal Affair (2012)